# Rudolf Rumetsch

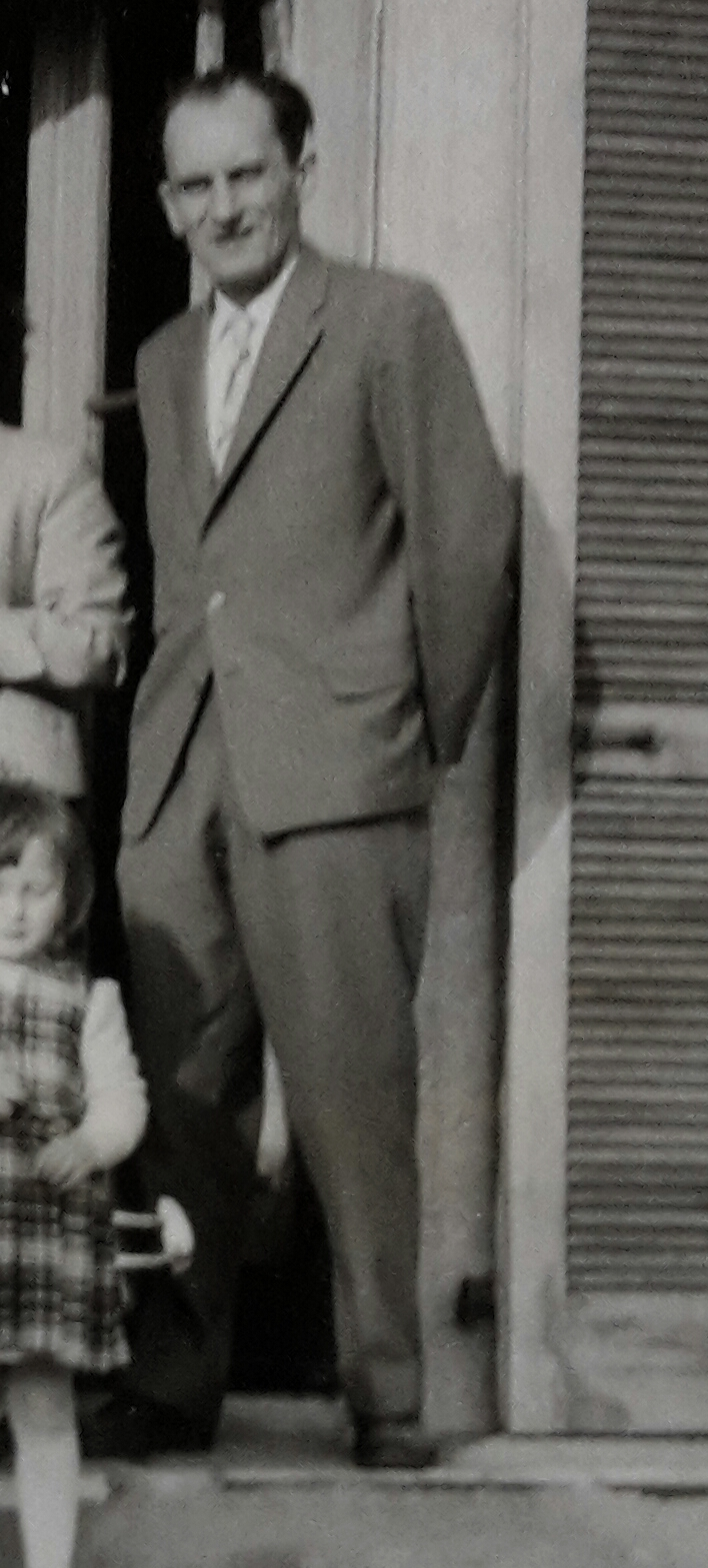
Rudolf Rumetsch 1958
Foto: Alfred Schrick

Rudolf Rumetsch (* 1. Mai 1921 in Kaiserslautern; † 19. November 1998 in Mainz) war ein deutscher Verwaltungsjurist, Landrat und Ministerialbeamter in Rheinland-Pfalz (FDP).

## Leben
Rumetschs Vater Jakob war Konservator. Rudolf Rumetsch nahm nach Ablegung des Abiturs am Humanistischen Gymnasium und Militärdienst das Studium der Staatswissenschaft in Prag auf, welches er nach Kriegsende in Freiburg im Breisgau und danach in Speyer an der neu geschaffenen Hochschule für Verwaltungswissenschaften in Verwaltungsrecht fortsetzte. Zu seinen Speyrer Kommilitonen und lebenslangen Freunden gehörten Alfred Schrick und Hans Günther Dehe. In den Jahren 1947 bis 1949 legte er das Referendar- und Assessor-Examen ab.  Er war zunächst als Regierungsassessor an der Bezirksregierung in Neustadt an der Weinstraße und am Landratsamt in Bad Bergzabern tätig. Ab 1951 war er zwei Jahre Geschäftsführer des rheinland-pfälzischen Landkreistages; 1953 war er als Assistent von Valentin Bauer im Städteverband Rheinland-Pfalz tätig. Er wurde danach in das rheinland-pfälzische Innenministerium berufen und war als Referent für kommunale Gesetzgebung und Organisation der Landesverwaltung tätig; 1956 wurde er zum Oberregierungsrat ernannt. Rumetsch betätigte sich in dieser Funktion als Herausgeber und Verfasser von Publikationen zum Verwaltungsrecht und war Dozent an der Verwaltungsschule in Mainz. 
Von Dezember 1959 bis Oktober 1968 fungierte Rumetsch als letzter Landrat des Landkreises Simmern. In dieser Zeit war er u. a. auch an der Kreisreform beteiligt, die zur Schaffung des Rhein-Hunsrück-Kreises führte. Anschließend wurde er zum ersten (kommissarischen) Landrat des im Rahmen der Gebietsreformen in Rheinland-Pfalz neu geschaffenen Rhein-Lahn-Kreises berufen. Er blieb bis Ende 1970 in diesem Amt; in seiner Amtszeit – zunächst von seinem Amtssitz in Diez aus – erfolgte die Vereinigung der Kreise Loreley und Unterlahn und die Festlegung von Bad Ems als neuer Kreisstadt.
Anschließend war Rumetsch bis zu seiner Pensionierung Mitte der 1980er-Jahre Ministerialdirigent im Ministerium des Innern und für Sport Rheinland-Pfalz unter Heinz Schwarz. Er leitete die Abteilung 3 (Kommunalabteilung); sein Stellvertreter war Leitender Ministerialrat Alfred Schrick. Rumetsch schrieb in seinen verschiedenen Funktionen mehrere Bücher und Beiträge (u. a. in Die Öffentliche Verwaltung) zu den Themengebieten Landesrecht und Kommunalrecht in Rheinland-Pfalz.
Rumetsch war verheiratet und hatte zwei Töchter. Er wurde mit dem Bundesverdienstkreuz 1. Klasse ausgezeichnet.

## Publikationen (Auswahl)
- Rudolf Rumetsch,  Victor Müller: Kommunalabgabengesetz für Rheinland-Pfalz : Mit Durchführungsverordnung und Mustersatzungen sowie ergänzenden Rechtsvorschriften. Kommentar. Siegburg: Reckinger 1966
- Kommunale Verwaltungsreformen in Europa : Stärkung der kommunalen Strukturen in den Mitgliedstaaten des Europarates insbesondere durch Fusion und Zusammenarbeit: Bericht des Ausschussekretariats. Deutscher Gemeindeverlag, 1976
- Kommunale Verwaltungsreformen in Europa, erarb. von Jean Thill, Rudolf Rumetsch und Jean de Savigny, Köln 1976
- Rudolf  Rumetsch (Hrsg.): Landesrecht in Rheinland-Pfalz, 4. Auflage, Wiesbaden 1983

## Lexikalischer Eintrag
- August Ludwig Degener, Walter Habel: Wer ist wer? Das deutsche Who's who. Band 38. Schmidt-Römhild, 1999.